# Gángtók
Gángtók (Gántók) je hlavní město indického státu Sikkim. Leží v pohoří Siválik v nadmořské výšce okolo 1650 metrů, protékají jím řeky Ranikhola a Roro Ču (přítoky Tisty). Náleží do distriktu Východní Sikkim. Má necelých sto tisíc obyvatel, mezi nimiž převažují Nepálci, Lepčové a Bhútiové.
První písemná zmínka o městě pochází z roku 1716. V devatenáctém století se stalo důležitou obchodní stanicí na cestě z Tibetu do Kalkaty a v roce 1894 sem bylo přeneseno hlavní město země z Tumlongu. V roce 1947 se stalo metropolí nezávislého Sikkimu a po připojení k Indii v roce 1975 je sídlem samosprávy svazového státu.
Ve městě se nachází guvernérský palác Rádž Bhavan, hinduistický chrám Thakurbari, institut tibetologie, Sikkimská univerzita a zoologická zahrada s himálajskou faunou. Nedaleko jsou významné buddhistické kláštery Enčej a Rumtek. Zdrojem příjmů pro obyvatele města jsou umělecká řemesla (zejména tradiční výroba ručního papíru a látkových obrazů zvaných thangka) a turistika. Návštěvníky láká příjemné podnebí (v zimě jen zřídka mrzne, letní teploty nepřesahují 25 °C), čistý horský vzduch a blízkost Himálají: z Gángtóku je vidět třetí nejvyšší hora světa Kančendženga. Vzhledem k blízkosti čínské hranice je ve městě umístěna velká vojenská posádka. Protože zdejší strmé ulice zvládnou jen terénní vozy, spojuje dolní a horní část města kabinová lanovka. Do města nevede železnice, nejbližší nádraží je v Siliguri.